# 杨祉刚
杨祉刚（1976年9月—），男，汉族，湖北随州人，中华人民共和国工人，神龙汽车有限公司武汉一厂焊装分厂钣金工，中国共产党党员，第十三届全国人民代表大会湖北省代表。

## 生平
2018年，杨祉刚被选为湖北省出席第十三届全国人民代表大会代表。